# 1307 Cimmeria
1307 Cimmeria eller 1930 UF är en asteroid i huvudbältet, som upptäcktes den 17 oktober 1930 av den ryske astronomen Grigorij N. Neujmin vid Simeiz-observatoriet på Krim. Den är uppkallad efter ryttarfolket Kimmerier.
Asteroiden har en diameter på ungefär 9 kilometer och den tillhör asteroidgruppen Flora.